# Бережанське гетто

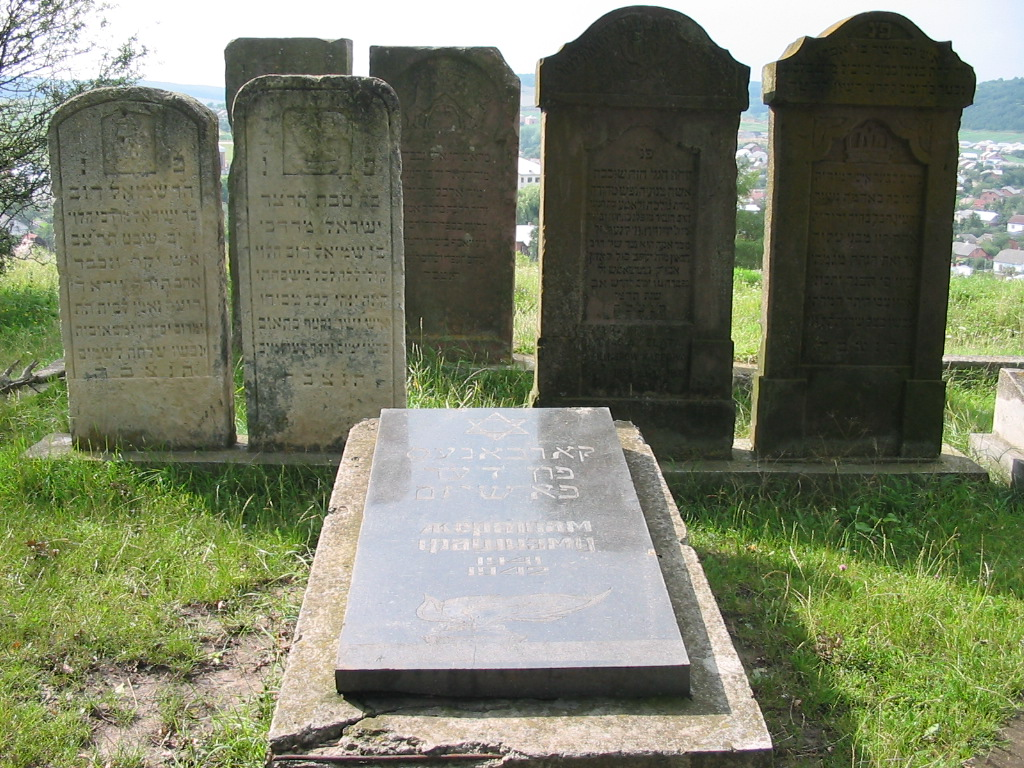
Меморіал жертвам Голокосту в Бережанах, встановлений у 1990 році

Гетто в Бережанах — єврейське гетто, організоване німецькою окупаційною владою під час Другої світової війни в Бережанах.
Гетто було відкрито на початку 1942 року. У травні 1942 року там офіційно проживало 2254 особи, але згодом туди переселили євреїв із навколишніх сіл. У грудні 1942 р. гетто було перетворено на закрите.
Євреям було заборонено залишати гетто та виконувати релігійні обряди. У гетто були недоїдання, тіснота і хвороби. У зв'язку з поширенням тифу німці  проводили «тифозні рейди», що полягали в розстрілі хворих і непрацездатних.
Євреїв з Бережан знищували в кілька етапів:
- Жовтень 1941 року — на другий день єврейського свята Ханука в каменоломні в селі Рай розстріляно 600 чоловіків (переважно ремісників і торговців). Їх убили, попри те, що юденрат дав 3 кг золота на викуп старості Асбаху.
- 18 грудня 1941 р. — було розстріл  близько 1000 старих, жінок і дітей (у німецьких документах йдеться про 100 втікачів) у лісі біля села  Літятин.
- 17 лютого 1942 року — вбито кілька десятків євреїв
- Червень 1942 р. — знищення 600 євреїв
- 21 і 22 вересня 1942  —  понад 1000 євреїв було транспортовано до табору смерті в Белжеці.
- 31 жовтня 1942 р. — вдруге понад 1000 євреїв було транспортовано до табору смерті в Белжеці
- 4 грудня 1942 — транспортовано 1,2-1,5 тис. євреїв табору смерті в Белжеці
- Березень — квітень 1943 р. – облава на тих, хто ще перебував у гетто, тривала 3 дні. Частину полонених відправили в табори, частину (200-300 осіб) розстріляли на єврейському кладовищі.
- 12 червня 1943 — ліквідація гетто, розстріл останніх 1500 євреї на єврейському кладовищі. Операцією керував шарфюрер СС Віллі Геррманн.

Найбільші оцінки єврейських жертв у Бережанах становлять 16,6 тисячі, проте автори енциклопедії «Голокост в СРСР» оцінюють цифру близько 5,5-6,5 тисяч. За словами проф. Шимона Редліха, на початку німецької окупації (літо 1941 р.) у Бережанах проживало близько 10 тис. осіб. євреїв, у тому числі біженців. 
Серед нацистських злочинців, відповідальних за Голокост у Бережанах, перед судом постали:
- Ганс-Адольф Асбах — помер під час судового процесу в 1976 році. Раніше він був міністром праці та соціального забезпечення в уряді землі Шлезвіг-Гольштейн .
- Герман Мюллер — засуджений до довічного ув’язнення у 1966 році, помер у 1988 році.
- Віллі Геррманн — засуджений до 10 років ув’язнення у 1966 році, помер у 1968 році.